# 動静脈瘻

A radiocephalic fistula.

動静脈瘻（どうじょうみゃくろう、英:Arteriovenous fistula）とは、動脈から静脈へ直接血流が流れ込む病態のこと。

## 病理
本来、動脈血は毛細血管網を通ったのちに、静脈へ流入する。静脈は元来その構造上、動脈圧に耐えられない。動脈血が直接静脈に流入すると、静脈は拡張し、場合によっては静脈瘤を形成する。また本来血流が流れ込むはずの毛細血管網への血流が乏しくなる。

## 原因
1. 先天性
2. 後天性
外傷性
医原性
人工的（意図的なもの。シャント、バイパスなど）

## 検査
- X線造影
血管はそのままではX線写真に写らないため、造影剤を注入して、血管の形を撮影する。
- CT
- 超音波断層撮影
ドップラーエコーなども有用。

## 治療
1. 内科的治療
血管塞栓術 (embolization)
2. 外科的治療
血管結紮術 (ligation)
摘出術

## 関連
- 心臓血管外科学
- 循環器学
- オスラーウエバーランデュ病:肺動静脈瘻を生じる遺伝的疾患